# Marszowice (Wieliczka)
Pour les articles homonymes, voir Marszowice.
Marszowice est une localité polonaise de la gmina de Gdów, située dans le powiat de Wieliczka en voïvodie de Petite-Pologne.